# Копоть, Артём Юрьевич
Артём Ю́рьевич Ко́поть (25 июля 1972, Челябинск — 20 июля 1992, Челябинск) — советский и российский хоккеист, защитник. Мастер спорта СССР.

## Биография
Воспитанник хоккейной школы «Трактора», тренировался под руководством Владимира Мурашова. С 1989 года выступал в челябинском «Металлурге». Дебютировал за основной состав «Трактора» в сезоне 1989/90. В переходном турнире чемпионата СССР провёл 4 игры. В следующем сезоне в высшей лиге сыграл уже 27 матчей, забросив одну шайбу. В переходном турнире того же сезона провёл 20 игр, а в сезоне 1991/92 чемпионата СНГ 36.
В 1992 году стал чемпионом мира среди молодёжи в составе сборной СНГ. На турнире сыграл все 7 матчей. В том же году на драфте НХЛ был выбран клубом «Питтсбург Пингвинз» под общим 139-м номером.
Утром 19 июля 1992 года вместе с другим игроком «Трактора» Андреем Сапожниковым возвращался домой. На Комсомольском проспекте Копоть на своих «Жигулях» неожиданно повернул с третьего ряда и врезался в столб. Сапожников вытащил его из машины и повёз в больницу, но по дороге Копоть скончался.
Похоронен на Успенском кладбище в Челябинске.

### Память
Игровой номер 4, под которым Копоть выступал за «Трактор», в память об игроке клубом не используется.
В Челябинске ежегодно проводится предсезонный «Турнир памяти», посвящённый, кроме Копотя, также Дмитрию Тертышному, Денису Ляпину, Александру Калянину и игрокам команды «Трактор-73», погибшим в железнодорожной катастрофе под Ашой.